# Паново (озеро, Карелия)
Паново — озеро на территории Лоухского городского поселения Лоухского района Республики Карелии.

## Общие сведения
Площадь озера — 3,7 км², площадь водосборного бассейна — 23,4 км². Располагается на высоте 89,5 метров над уровнем моря.
Форма озера продолговатая: оно вытянуто с запада-юго-запада на восток-северо-восток. Берега каменисто-песчаные, преимущественно возвышенные.
С юго-западной стороны озера вытекает протока, впадающая с правого берега в реку Салму, впадающую в озеро Нюкки. Через последнее течёт река Кереть, впадающая в Белое море.
На северном берегу Панова располагается посёлок городского типа Лоухи, через который проходит автодорога местного значения 86К-389 («Подъезд к п. Лоухи»).
Код объекта в государственном водном реестре — 02020000711102000002286.